# 圣萨蒂南莱萨维尼翁
圣萨蒂南-莱萨维尼翁（法語：Saint-Saturnin-lès-Avignon，法語發音：[sɛ̃ satyʁnɛ̃ lɛ.z‿aviɲɔ̃]，意为“阿维尼翁附近的圣萨蒂南”）是法国普罗旺斯-阿尔卑斯-蓝色海岸大区沃克吕兹省的一个市镇，位于该省西南部，亞維農市区以东，属于阿维尼翁区。

## 地理
圣萨蒂南-莱萨维尼翁（43°57'24"N, 4°55'49"E）面积6.25 平方千米，位于法国普罗旺斯-阿尔卑斯-蓝色海岸大区沃克吕兹省，该省份为法国东南部内陆省份，北起德龙省，西北接阿尔代什省，西接加尔省，南至罗讷河口省，东南角与瓦尔省接壤，东临上普罗旺斯阿尔卑斯省。
与圣萨蒂南-莱萨维尼翁接壤的市镇（或旧市镇、城区）包括：加达涅新堡、索尔格河畔昂特赖格、容克雷特、莫里耶尔-莱萨维尼翁、佩尔讷莱方丹、勒托尔、沃代讷、韦勒龙。
圣萨蒂南-莱萨维尼翁的时区为UTC+01:00、UTC+02:00（夏令时）。

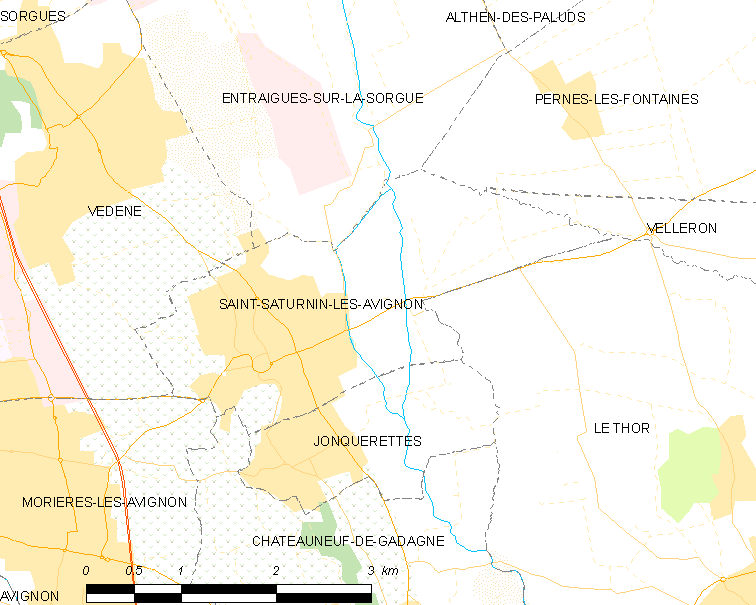
圣萨蒂南-莱萨维尼翁的OSM定位图

## 行政
圣萨蒂南-莱萨维尼翁的邮政编码为84450，INSEE市镇编码为84119。

## 政治
圣萨蒂南-莱萨维尼翁所属的省级选区为勒蓬泰县。

## 人口

1962-2008年间圣萨蒂南-莱萨维尼翁人口变化图示

圣萨蒂南-莱萨维尼翁于2022年1月1日时的人口数量为5211人。